# Dona Desse Amor
Dona Desse Amor é o quarto extended play (EP) da atriz e cantora mexicana Lucero. Foi lançado no dia 23 de Outubro de 2015 em download digital na iTunes Store e na Google Play pela Universal Music Latino. O EP é constituído por versões em português das canções «No Me Dejes Ir» (música-tema da novela Por Ela… Sou Eva (2012)), «Dueña de tu Amor» (música-tema da novela A Dona (2010)), «No Pudiste Amar Así» (do álbum ao vivo En Concierto (2013)) e «Mi Refúgio y Libertad» (do álbum de estúdio Indispensable (2010)), e foi criado especialmente para divulgar a passagem de Lucero no Brasil entre os dias 24 e 27 de outubro de 2015. É o primeiro EP que Lucero lança no país, assim como marca sua volta ao mercado brasileiro desde 1988, quando lançou Fuego y Ternura (Chispita), além de ser o primeiro trabalho da artista a ser gravado completamente em outra língua. No dia de seu lançamento, o EP debutou na 28ª posição na iTunes charts do Brasil.

## Antecedentes
Em 2 de dezembro de 2013, estreou no Brasil, através da emissora SBT, a novela mexicana Por Ela… Sou Eva (2012), que teve Jaime Camil e Lucero como protagonistas. Lucero tinha contribuído para sua trilha sonora, compondo e gravando a canção «No Me Dejes Ir», sendo lançado como single em março de 2012, período em que a novela estava sendo exibida no México. Alguns dias após o início da exibição da trama no Brasil, Lucero, em parceria com o escritor brasileiro César Lemos, compôs e gravou a versão em português da canção, intitulada «Não Me Deixe Ir». Sua prévia foi tocada por primeira vez em janeiro de 2014, durante a cena final do 28º capítulo da trama, e assim se repetiu em vários outros encerramentos. A canção completa somente foi lançada em download digital na iTunes em 17 de junho de 2014.
Em 17 de agosto de 2015, estreou no país também pelo SBT, a novela A Dona (2010), protagonizada por Lucero e Fernando Colunga. Lucero também tinha contribuído para sua trilha sonora, gravando as músicas-tema «Golondrinas Viajeras», em parceria com Joan Sebastian, e «Dueña de tu Amor», este sendo lançado como single em agosto de 2010, período de exibição da trama no México. Alguns dias após a estréia de Soy tu Dueña no Brasil, assim como foi feito com "No Me Dejes Ir" de Por Ella... Soy Eva, Lucero gravou a versão em português de "Dueña de tu Amor", intitulada como "Dona Desse Amor". Sua prévia foi tocada pela primeira vez em 15 de setembro de 2015, durante a abertura da trama, substituindo a canção "Golondrinas Viajeras", que era o tema original. Com o sucesso da exibição da trama no Brasil, Lucero acabou sendo convidada pelo SBT para vir ao país e participar de programas da emissora como Teleton, Domingo Legal, e The Noite com Danilo Gentili. Sua vinda ao Brasil marcou seu retorno ao país após dezoito anos, quando cantou ao Papa João Paulo II durante o II Encontro Mundial com as Famílias no Rio de Janeiro, em outubro de 1997.

## Produção
Aproveitando o seu grande retorno ao país, Lucero gravou mais duas canções em português para divulgação: "Refúgio e Liberdade" e "Não Me Amou Como Eu Te Amei", versões de "Mi Refúgio y Libertad" e "No Pudiste Amar Así" respectivamente, também escritas em parceria com Lemos. Com "Não Me Deixe Ir" e "Dona Desse Amor" também já gravadas, Lucero resolveu reunir as quatro canções, lançando-as em um EP.Como faixas extras, foram incluídas as versões acústicas de "Não Me Amou Como Eu Te Amei" e "Refúgio e Liberdade".

## Lançamento
Dona Desse Amor foi anunciado pelo site oficial da artista no dia 16 de outubro de 2015e lançado no Brasil em download digital na iTunes Store em 23 de Outubro de 2015, um dia antes da chegada de Lucero ao país.No dia 30 de Outubro, o EP foi liberado para os outros países do mundo. A versão física foi lançada em edição limitada.

## Divulgação
O EP foi lançado especialmente para ser fortemente divulgado durante a passagem de Lucero no Brasil. No dia 24 de Outubro de 2015, durante sua participação na 18ª edição do Teleton, Lucero interpretou as canções "Não Me Deixe Ir" e "Dona Desse Amor". Em 25 de Outubro no programa Domingo Legal, a artista também interpretou "Dona Desse Amor" e "Não Me Deixe Ir". Em 27 de Outubro no talk show The Noite com Danilo Gentili, Lucero interpretou "Dona Desse Amor".

## Faixas
| N.º            | Título                                           | Compositor(es)                            | Duração |  |
| 1.             | "Não Me Deixe Ir (Portuguese Version)"           | Lucero César Lemos                        | 3:46    |  |
| 2.             | "Dona Desse Amor"                                | Lucero Lemos Karla Aponte Sílvio Richetto | 3:45    |  |
| 3.             | "Não Me Amou Como Eu Te Amei"                    | Lucero Lemos                              | 3:22    |  |
| 4.             | "Não Me Amou Como Eu Te Amei (Acoustic Version)" | Lucero Lemos                              | 3:21    |  |
| 5.             | "Refúgio e Liberdade"                            | Lucero Lemos Aponte                       | 3:30    |  |
| 6.             | "Refúgio e Liberdade (Acoustic Version)"         | Lucero Lemos Aponte                       | 3:29    |  |
| Duração total: | Duração total:                                   | Duração total:                            | 20:33   |  |

## Histórico de lançamentos
| País         | Data                  | Formato(s)                 | Gravadora(s)                        | Ref.   |
| ------------ | --------------------- | -------------------------- | ----------------------------------- | ------ |
| Brasil       | 23 de Outubro de 2015 | Download digital streaming | Siente Music Universal Music Latino | [ 2 ]  |
| Mundialmente | 30 de Outubro de 2015 | Download digital streaming | Siente Music Universal Music Latino | [ 18 ] |